# Kvasistatik
 Denne artikel bør gennemlæses af en person med fagkendskab for at sikre den faglige korrekthed.

Kvasistatik er et begreb der bruges i fysikken, hvor lovene, og formlerne, strengt taget ikke gælder, men tilnærmelsesvis er så tæt på, at de stemmer overens med virkeligheden. Hvis man deler ordet op betyder de 2 ord; 'kvasi' og 'statik', 'næsten' og 'uforanderlig'.
Kvasistatiske formler kan derfor bruges i tilfælde, hvor påvirkninger og ændringer, tilnærmelsesvis, er konstante.
| Fysik | Spire Denne artikel om fysik er en spire som bør udbygges. Du er velkommen til at hjælpe Wikipedia ved at udvide den. |